# 1987 في الدنمارك
فيما يلي قوائم الأحداث التي وقعت خلال عام 1987 في الدنمارك.

## سياسة

### تعيين في المنصب
- 10 سبتمبر – أندرس فوغ راسموسن وزير الضرائب [الإنجليزية]‏.

## أفلام
من الأفلام التي صدرت هذه السنة في الدنمارك:
- 28 أغسطس – عيد بابيت من إخراج غابرييل أكسل.
- 25 ديسمبر – بيل الفاتح من إخراج بيل أوقست.[1]

## مواليد

### مارس
- 25 مارس – جاكوب باجيرستيد لاعب كرة يد دنماركي.

### مايو
- 26 مايو – ماديلين دوبونت لاعبة كرلنغ دنماركية.

### يوليو
- 27 يوليو – توماس إنيفولدسين لاعب كرة قدم دنماركي.[2]

### أكتوبر
- 10 أكتوبر – نيكلاس بيديرسين لاعب كرة قدم دنماركي.[3]
- 18 أكتوبر – فريا بيها إريكسن عارضة دنماركية.
- 22 أكتوبر – ميكيل هانسن لاعب كرة يد دنماركي.

## وفيات

### مارس
- 16 مارس – يوهان أوتو فون شبريكلسن (مواليد 1929) مهندس معماري دنماركي.[4]